# Katarina Bralo
Katarina Bralo, née le 19 août 1988, est une handballeuse croate. Née à Munich dans une famille croate ayant émigré en Allemagne dans les années 1960, Katarina Bralo, a commencé à jouer au handball à l'âge de 11 ans dans le club de sa ville natale, avant d'explorer d'autres clubs européens. Elle a été championne du Danemark avec le Viborg HK.

## Clubs
- 1999–2005 :  PSV München
- 2005–2006 :  ŽRK Podravka Koprivnica
- 2006-2008 :  Frankfurter Handball Club
- 2008-2009 :  Thüringer HC
- 2009-2010 :  Viborg HK
- 2010-2012 :  Handball Cercle Nîmes
- 2012-2013 :  ŽRK Budućnost Podgorica

## Palmarès

### Club
compétitions internationales 
- Vainqueur de la ligue des champions en 2010